# Menomonee Falls, Wisconsin
Menomonee Falls là một làng thuộc quận Waukesha, tiểu bang Wisconsin, Hoa Kỳ. Năm 2006, dân số của làng này là 32647 người.